# Michaił Martynow
Michaił Iwanowicz Martynow (ros. Михаил Иванович Мартынов, ur. 5 listopada?/18 listopada 1909 we wsi Drugaja Jełszanka w guberni samarskiej (obecnie w obwodzie orenburskim), zm. 26 czerwca 1986 w Moskwie) – radziecki lotnik wojskowy, generał porucznik lotnictwa, Bohater Związku Radzieckiego (1940).

## Życiorys
Był narodowości mordwińskiej. Do 1924 skończył 5 klas szkoły, a w 1930 radziecką szkołę partyjną w Sarańsku, od czerwca 1930 służył w Armii Czerwonej, w 1931 ukończył Zjednoczoną Szkołę Lotników i Techników Lotniczych, a w 1933 wojskową lotniczą szkołę pilotów w Borisoglebsku. Był pilotem Sił Wojskowo-Powietrznych Środkowoazjatyckiego Okręgu Wojskowego, a od 1936 dowódcą klucza, zastępcą dowódcy i dowódcą eskadry w Kijowskim Okręgu Wojskowym, jako dowódca eskadry 48 bombowego pułku lotniczego uczestniczył w agresji ZSRR na Polskę we wrześniu 1939. Od stycznia do marca 1940 brał udział w wojnie z Finlandią, wykonując 46 lotów bojowych na bombowcu, po wojnie dowodził eskadrą bombowców w Kijowskim Specjalnym Okręgu Wojskowym. Uczestniczył w wojnie z Niemcami, od czerwca do sierpnia 1941 jako dowódca eskadry bombowców na Froncie Południowo-Zachodnim, od sierpnia 1941 do czerwca 1942 zastępca dowódcy, a od czerwca 1942 do lutego 1943 dowódca 261 bombowego pułku lotniczego na Froncie Briańskim (od sierpnia do października 1941) i Zachodnim (od sierpnia 1942 do lutego 1943), brał udział m.in. w operacji orłowsko-briańskiej. Od lutego 1943 do grudnia 1943 był zastępcą dowódcy 204 Bombowej Dywizji Lotniczej/3 Gwardyjskiej Bombowej Dywizji Lotniczej, uczestniczył w operacji orłowskiej i smoleńskiej, 23 lutego 1943 jego samolot został uszkodzony i spadł za linią frontu w rejonie miasta Żyzdra w obwodzie kałuskim. W czasie wojny wykonał 77 lotów bojowych na samolocie Pe-2. Po ukończeniu kursów przy Akademii Wojskowo-Powietrznej w Monino, od lipca do października 1944 dowodził 184 Bombową Dywizją Lotniczą w Moskiewskim Okręgu Wojskowym, następnie od października 1944 do lutego 1946 dowodził lotniczą dywizją bombowców Sił Powietrznych Wojska Polskiego, a 1946-1947 pracował w Wydziale Wojskowo-Powietrznym w Radzieckiej Administracji Wojskowej w Niemczech, w lutym 1947 wrócił do ZSRR. Od lutego 1947 do lutego 1950 dowodził 5 Gwardyjską Dywizją Bombowców w Nadbałtyckim Okręgu Wojskowym, w 1951 ukończył Wojskową Akademię Sztabu Generalnego, od grudnia 1951 do maja 1956 dowodził 66 Gwardyjskim Bombowym Korpusem Lotniczym w Nadbałtyckim Okręgu Wojskowym. W latach 1956–1960 był szefem przygotowania bojowego lotnictwa bombowego Inspekcji Sił Wojskowo-Powietrznych Głównej Inspekcji Ministerstwa Obrony ZSRR, a od czerwca 1960 do marca 1970 inspektorem Bombowego Lotnictwa Dalekiego Zasięgu i Frontowego tej inspekcji, następnie zakończył służbę wojskową. Został pochowany na Cmentarzu Kuncewskim.

## Awanse
- starszy porucznik (29 kwietnia 1938)
- kapitan (17 lutego 1939)
- major (11 września 1940)
- podpułkownik (22 listopada 1942)
- pułkownik (13 czerwca 1945)
- generał major lotnictwa (11 maja 1949)
- generał porucznik lotnictwa (27 kwietnia 1962)

## Odznaczenia
- Złota Gwiazda Bohatera Związku Radzieckiego (21 marca 1940)
- Order Lenina (21 marca 1940)
- Order Czerwonego Sztandaru (trzykrotnie - 7 listopada 1941, 15 listopada 1950 i 29 kwietnia 1954)
- Order Suworowa III klasy (14 sierpnia 1943)
- Order Wojny Ojczyźnianej I klasy (11 marca 1985)
- Order Wojny Ojczyźnianej II klasy (2 lutego 1943)
- Order Czerwonej Gwiazdy (6 listopada 1945)
- Medal „Za zasługi bojowe” (3 listopada 1944)
- Order Krzyża Grunwaldu III klasy (Polska, 13 czerwca 1945)
- Srebrny Krzyż Zasługi (Polska, 23 lutego 1945)

I inne.